# 마이클 잭슨 (작가)

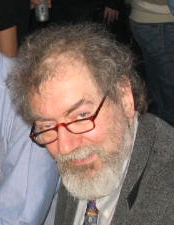
마이클 잭슨

마이클 잭슨(Michael Jackson, 1942년 3월 27일 ~ 2007년 8월 30일)은 잉글랜드의 작가이다. 맥주와 위스키에 대한 저서를 많이 썼으며, 세계적인 맥주 비평가이다. 2007년 8월 30일 오전 런던의 자택에서 심장 마비로 사망하였다.